# Liste von Flüssen im Erzgebirge
Die Liste von Flüssen im Erzgebirge ist eine Auflistung aller größeren natürlichen Fließgewässer, die im sächsisch-böhmischen Erzgebirge / Krušné hory entspringen. Zugrunde liegen die Grenzen der entsprechenden Naturräume. Sie umfasst alle Flüsse und Bäche mit mehr als etwa 5 km Länge oder einem Einzugsgebiet über 10 km2. Letzteres entspricht der Größe, ab der Fließgewässer nach den Vorgaben der Europäischen Wasserrahmenrichtlinie (WRRL) berichtspflichtig sind. Überdies sind kleinere Bäche aufgeführt, wenn sie zu Talsperren aufgestaut sind. Durch die Angabe hydrologischer Kennziffern lassen sich Informationen zum Gewässernetz im Erzgebirge ableiten.

## Wichtige Fließgewässer

### Erläuterungen
- Name: Verwendet wurde der amtlich gebräuchliche Name. Bei größerer Verbreitung wurden auch weitere Namen aufgeführt. Hierbei bedeutet: AN = Alternativname, alter Name. Der Name wird heute nicht mehr bzw. nur im regionalen Sprachgebrauch verwendet. Hierunter fallen auch die deutschsprachigen Bezeichnungen für die Gewässer im Böhmischen Erzgebirge. OL = Oberlauf, TS = Teilstück, UL = Unterlauf: Historisch bedingt tragen einige Abschnitte einen anderen Namen, der auch heute noch verwendet wird. Eine einheitliche Gewässerkennziffer kennzeichnet diese jedoch als ein Gewässer. CZ = tschechischer Name bei grenzüberschreitenden oder Grenzgewässern.

- FLOZ: Die Flussordnungszahl ist ein Maß für die Verzweigung eines Gewässernetzes. Der Elbe als Hauptstrom wird die Zahl „1“ zugeordnet, ihren Nebenflüssen die „2“, deren Nebenflüssen die „3“ usw.

- Hauptfluss ist das Mündungsgewässer.

- Ri: Richtung des Zuflusses in das Mündungsgewässer (li = linker Nebenfluss, re = rechter Nebenfluss)

- GKZ: Mit der national vergebenen Gewässerkennzahl kann jedes Gewässer eindeutig identifiziert werden. Der hierarchische Aufbau der deutschen Gewässerkennzahl (GKZ) erlaubt die Ableitung des jeweiligen Flusssystems. Die mit „5“ beginnenden GKZ kennzeichnen die aufgeführten Gewässer als zum Flusssystem der Elbe zugehörig. Zur Kennzeichnung der Flusssysteme wurde die GKZ durch Bindestriche getrennt. Hierbei bedeutet: 532 = Eger, 537 = obere Elbe, 541 = Zwickauer Mulde, 542 = Freiberger Mulde und 566 = Weiße Elster.[3] Die tschechische Gewässerkennzahl ist ähnlich aufgebaut, allerdings besteht es aus vier Teilen, von denen der letzte ein Gebiet bezeichnet. Die „1“ steht für die Elbe mit nachfolgenden Bereichen des Gewässernetzes. Für das Erzgebirge sind insbesondere die Nummernbereiche 1-13 (Eger), 1-14-01 (Bílina), 1-15-02 (linksseitige Nebenflüsse der Elbe), 1-15-03 (Freiberger Mulde) und 1-15-04 (Zwickauer Mulde) relevant.

- AEo: Das Einzugsgebiet umfasst die Fläche in Quadratkilometern an der Erdoberfläche, die durch einen Fluss entwässert wird. Begrenzt wird es durch die Wasserscheide. Jedes Teileinzugsgebiet wiederum ist im Einzugsgebiet des aufnehmenden Flusses enthalten.[4][5]

- Länge: Die Länge gibt die Gesamtlänge des Flusses in Kilometern wieder. Teilstücke mit unterschiedlicher Benennung, aber gemeinsamer GKZ, werden zusammengefasst. Die Angaben entstammen offiziellen Angaben sowie der Gewässerkarte.[3][6]

- Quelle, Mündung: Die Angaben entstammen amtlichen topographischen Karten[7][8][9] sowie der Gewässerkarte.[3] In den seltenen Fällen, wo es publizierte Angaben zur Höhe gibt, wurden diese übernommen. Wegen der unterschiedlichen Bezugssysteme wurde keine Normierung auf Normalhöhennull vorgenommen; alle Werte sind somit als genäherte Angaben zu verstehen.

### Tabelle
Die Tabelle ist sortierbar. Durch Anklicken eines Spaltenkopfes wird die Liste nach dieser Spalte sortiert, ein weiteres Anklicken kehrt die Sortierung um. Die ursprüngliche Einordnung in die Tabelle erfolgt flussaufwärts, wobei jeder Nebenfluss linksseitig von der Mündung bis zur Quelle verfolgt wird.
| Name (Alternativname)                                         | FLOZ | GKZ                   | Ri | Zufluss zu               | Länge [km] | AEo [km²] | Quelle Höhe/Lage | Mündung Höhe/Lage | Bild |
| ------------------------------------------------------------- | ---- | --------------------- | -- | ------------------------ | ---------- | --------- | ---------------- | ----------------- | ---- |
| Göltzsch (OL: Weiße Göltzsch)                                 | 4    | 566-2                 | re | Weiße Elster             | 040,5      | 0.232     | 0.711 m          | 0.257,3 m         |      |
| Plohnbach                                                     | 5    | 566-24                | re | Göltzsch                 | 012,2      | 0.025,8   | 0.562 m          | 0.369 m           |      |
| Wernesbach                                                    | 5    | 566-22                | re | Göltzsch                 | 009,2      | 0.020,9   | 0.719 m          | 0.423 m           |      |
| Pöltzsch (OL: Eulenwasser)                                    | 5    | 566-218               | re | Göltzsch                 | 006,2      | 0.012,7   | 0.668 m          | 0.427 m           |      |
| Rote Göltzsch                                                 | 5    | 566-214               | re | Göltzsch                 | 004,8      | 0.009,3   | 0.686 m          | 0.485,8 m         |      |
| Trieb (OL: Geigenbach)                                        | 4    | 566-18                | re | Weiße Elster             | 032,7      | 0.163     | 0.763 m          | 0.304,2 m         |      |
| Görnitzbach                                                   | 4    | 566-136               | re | Weiße Elster             | 015,2      | 0.045,9   | 0.749 m          | 0.394,4 m         |      |
| Kottengrüner Bach                                             | 5    | 566-1366              | re | Görnitzbach              | 006,6      | 0.009,6   | 0.622 m          | 0.427 m           |      |
| Würschnitzbach                                                | 4    | 566-134               | re | Weiße Elster             | 013,2      | 0.030,7   | 0.750 m          | 0.410 m           |      |
| Schwarzbach (OL: Floßbach, Hinterer Langebach)                | 4    | 566-12                | re | Weiße Elster             | 015        | 0.055,5   | 0.737 m          | 0.441 m           |      |
| Ebersbach                                                     | 5    | 566-126               | re | Schwarzbach              | 006,6      | 0.013,1   | 0.685 m          | 0.470 m           |      |
| Zwickauer Mulde (AN: Westliche Mulde)                         | 3    | 541                   | li | Mulde                    | 167        | 2.352     | 0.710 m          | 0.132,4 m         |      |
| Gablenzbach                                                   | 5    | 541-8932              | re | Chemnitz                 | 009,2      | 0.018,4   | 0.464 m          | 0.292 m           |      |
| Würschnitz (OL: Beuthenbach)                                  | 5    | 541-82                | li | Chemnitz                 | 029        | 0.137     | 0.518 m          | 0.313,1 m         |      |
| Gablenzbach (AN: Stollberger Wasser)                          | 6    | 541-822               | re | Würschnitz               | 011,1      | 0.033     | 0.599 m          | 0.366,0 m         |      |
| Unterer Querenbach                                            | 7    | 541-8226              | re | Gablenzbach (Würschnitz) | 003,1      | 0.006,5   | 0.530 m          | 0.396 m           |      |
| Zwönitz (AN: Zwönitzbach)                                     | 5    | 541-81                | re | Chemnitz                 | 039,2      | 0.144     | 0.697 m          | 0.313,1 m         |      |
| Stadtguttalbach (AN: Einsiedler Bach)                         | 6    | 541-818               | re | Zwönitz                  | 001,9      | 0.001,9   | 0.470 m          | 0.343 m           |      |
| Gornsdorfer Bach (AN: Wildbach)                               | 6    | 541-814               | re | Zwönitz                  | 007,7      | 0.018,1   | 0.670 m          | 0.419 m           |      |
| Rödelbach                                                     | 4    | 541-4                 | li | Zwickauer Mulde          | 025        | 0.129     | 0.620 m          | 0.280 m           |      |
| Crinitzer Wasser                                              | 5    | 541-46                | li | Rödelbach                | 015        | 0.060,7   | 0.613 m          | 0.310 m           |      |
| Hirschfelder Wasser (OL: Stangengrüner Bach)                  | 6    | 541-4614              | li | Crinitzer Wasser         | 007,6      | 0.022,3   | 0.519 m          | 0.349 m           |      |
| Irfersgrüner Bach                                             | 7    | 541-46142             | li | Hirschfelder Wasser      | 004,2      | 0.014,4   | 0.440 m          | 0.367 m           |      |
| Amselbach                                                     | 4    | 541-378               | li | Zwickauer Mulde          | 002,3      | 0.002,6   | 0.396 m          | 0.291,5 m         |      |
| Thierfelder Bach                                              | 4    | 541-36                | re | Zwickauer Mulde          | 005,9      | 0.008,8   | 0.466 m          | 0.314 m           |      |
| Schlemabach (AN: Schlema, Knappschaftsbach)                   | 4    | 541-34                | li | Zwickauer Mulde          | 010        | 0.028,6   | 0.573 m          | 0.325 m           |      |
| Alberodaer Bach                                               | 4    | 541-332               | re | Zwickauer Mulde          | 005,9      | 0.006,0   | 0.536 m          | 0.335,3 m         |      |
| Lößnitzbach (OL: Affalterbach)                                | 4    | 541-32                | re | Zwickauer Mulde          | 010,4      | 0.028,4   | 0.582 m          | 0.337 m           |      |
| Aubach (OL: Hintere Aue)                                      | 5    | 541-322               | li | Lößnitzbach              | 005,8      | 0.013,9   | 0.577 m          | 0.396 m           |      |
| Schwarzwasser (OL: Seifenbächel, CZ: Černá)                   | 4    | 541-2 1-15-04-005     | re | Zwickauer Mulde          | 049,4      | 0.365     | 1.117 m          | 0.342,3 m         |      |
| Große Mittweida                                               | 5    | 541-28                | re | Schwarzwasser            | 021,6      | 0.166     | 1.165 m          | 0.412,4 m         |      |
| Oswaldbach                                                    | 6    | 541-2892              | re | Große Mittweida          | 009,5      | 0.021     | 0.684 m          | 0.419 m           |      |
| Schwarzbach                                                   | 6    | 541-286               | re | Große Mittweida          | 011,9      | 0.018,2   | 0.675 m          | 0.425 m           |      |
| Pöhlwasser (AN: Kaffwasser, OL: Klingerbach)                  | 6    | 541-284 1-15-04-015   | li | Große Mittweida          | 020,7      | 0.084,6   | 1.053 m          | 0.437 m           |      |
| Friedrichsbach                                                | 6    | 541-2848              | re | Pöhlwasser               | 006,8      | 0.011,4   | 0.888 m          | 0.466 m           |      |
| Kleine Mittweida                                              | 6    | 541-282               | li | Große Mittweida          | 007,1      | 0.009,3   | 0.943 m          | 0.569 m           |      |
| Großer Ortsbach                                               | 5    | 541-26                | re | Schwarzwasser            | 005        | 0.009,2   | 0.907 m          | 0.577 m           |      |
| Steinbach                                                     | 5    | 541-24                | li | Schwarzwasser            | 008        | 0018      | 0.940 m          | 0.600 m           |      |
| Breitenbach (CZ: Blatenský potok)                             | 5    | 541-22 1-15-04-010    | li | Schwarzwasser            | 008,2      | 0.030,7   | 0.907 m          | 0.682 m           |      |
| Jugelbach (AN: Lehmergrundbach)                               | 6    | 541-222               | li | Breitenbach              | 004,7      | 0.009,7   | 0.927 m          | 0.707 m           |      |
| Podleský potok (AN: Streitseifner Bach)                       | 5    | 1-15-04-006           | re | Schwarzwasser            | 004,5      | 0.008,8   | 0.950 m          | 0.728 m           |      |
| Zschorlaubach (OL: Filzbach)                                  | 4    | 541-18                | li | Zwickauer Mulde          | 012        | 0.022,3   | 0.597 m          | 0.390 m           |      |
| Dorfbach (Bockau)                                             | 4    | 541-176               | re | Zwickauer Mulde          | 006,4      | 0.012,8   | 0.784 m          | 0.425 m           |      |
| Sosabach                                                      | 4    | 541-174               | re | Zwickauer Mulde          | 007,1      | 0.015,1   | 0.822 m          | 0.456 m           |      |
| Große Bockau                                                  | 4    | 541-16                | re | Zwickauer Mulde          | 014        | 0.039,3   | 0.922 m          | 0.466,0 m         |      |
| Kleine Bockau                                                 | 5    | 541-164               | re | Große Bockau             | 006,3      | 0.009,8   | 0.886 m          | 0.513 m           |      |
| Weißbach                                                      | 4    | 541-15736             | li | Zwickauer Mulde          | 006,6      | 0.015,3   | 0.657 m          | 0.540 m           |      |
| Rähmerbach                                                    | 4    | 541-15734             | re | Zwickauer Mulde          | 007,3      | 0.012,5   | 0.872 m          | 0.540 m           |      |
| Wilzsch                                                       | 4    | 541-14                | re | Zwickauer Mulde          | 013,3      | 0.025     | 0.950 m          | 0.591,5 m         |      |
| Große Pyra                                                    | 4    | 541-12 1-15-04-001    | re | Zwickauer Mulde          | 011,3      | 0.027     | 0.930 m          | 0.620 m           |      |
| Kleine Pyra                                                   | 4    | 541-116               | re | Zwickauer Mulde          | 006,3      | 0.014,8   | 0.833 m          | 0.624,6 m         |      |
| Rote Mulde                                                    | 4    | 541-111               | li | Zwickauer Mulde          | 004,5      | 0.008,3   | 0.768 m          | 0.710 m           |      |
| Weiße Mulde                                                   | 4    | 541-1112              | re | Zwickauer Mulde          | 004,3      | 0.007,5   | 0.773 m          | 0.710 m           |      |
| Freiberger Mulde (AN: Östliche Mulde, CZ/OL: Moldavský potok) | 3    | 542 1-15-03-001       | re | Mulde                    | 124        | 2.981     | 0.850 m          | 0.132,4 m         |      |
| Zschopau                                                      | 4    | 542-6                 | li | Freiberger Mulde         | 130        | 1.847     | 1.150 m          | 0.155,4 m         |      |
| Eubaer Bach                                                   | 5    | 542-692               | li | Zschopau                 | 008,6      | 0.015,7   | 0.446 m          | 0.260 m           |      |
| Flöha (CZ: Flájsky potok)                                     | 5    | 542-68 1-15-03-023    | re | Zschopau                 | 078        | 0.799,4   | 0.845 m          | 0.265,4 m         |      |
| Hetzbach                                                      | 6    | 542-6894              | re | Flöha                    | 010,1      | 0.023,9   | 0.469 m          | 0.285 m           |      |
| Große Lößnitz (OL: Großwaltersdorfer Bach)                    | 6    | 542-688               | re | Flöha                    | 015        | 0.065,3   | 0.518 m          | 0.290 m           |      |
| Gahlenzer Bach                                                | 7    | 542-6886              | re | Große Lößnitz            | 006,0      | 0.017,1   | 0.479 m          | 0.357,2 m         |      |
| Weißbach                                                      | 7    | 542-6888              | re | Große Lößnitz            | 004,2      | 0.010,1   | 0.521 m          | 0.441,8 m         |      |
| Röthenbach                                                    | 6    | 542-68752             | re | Flöha                    | 005,8      | 0.012,0   | 0.523 m          | 0.356,9 m         |      |
| Lautenbach (OL: Pfützenbach)                                  | 6    | 542-6874              | li | Flöha                    | 013,5      | 0.029,9   | 0.629 m          | 0.363 m           |      |
| Saidenbach                                                    | 6    | 542-6872              | re | Flöha                    | 015,8      | 0.061,3   | 0.650 m          | 0.375 m           |      |
| Haselbach                                                     | 7    | 542-68726             | li | Saidenbach               | 012,3      | 0.028,9   | 0.683 m          | 0.438 m           |      |
| Schwarze Pockau (CZ: Černá)                                   | 6    | 542-686               | li | Flöha                    | 033        | 0.120,8   | 0.900 m          | 0.400 m           |      |
| Knesenbach                                                    | 7    | 542-6866              | re | Schwarze Pockau          | 006,2      | 0.009,8   | 0.662 m          | 0.453 m           |      |
| Rote Pockau                                                   | 7    | 542-6864              | li | Schwarze Pockau          | 010,2      | 0.046,6   | 0.771 m          | 0.490 m           |      |
| Schlettenbach                                                 | 8    | 542-68642             | li | Rote Pockau              | 006,5      | 0.021,9   | 0.645 m          | 0.503 m           |      |
| Bielabach (AN: Biela)                                         | 6    | 542-6854              | re | Flöha                    | 014,3      | 0.033,8   | 0.660 m          | 0.430 m           |      |
| Rungstockbach                                                 | 6    | 542-6852              | re | Flöha                    | 008,5      | 0.015,7   | 0.799 m          | 0.448 m           |      |
| Natzschung (CZ: Načetínský potok)                             | 6    | 542-684 1-15-03-043   | li | Flöha                    | 016,5      | 0.080,3   | 0.820 m          | 0.468 m           |      |
| Bílý potok                                                    | 7    | 1-15-03-044           | re | Natzschung               | 005,1      | 0.013,8   | 0.859 m          | 0.669 m           |      |
| Telčský potok (AN: Töltzschbach)                              | 7    | 1-15-03-046           | re | Natzschung               | 009,6      | 0.017,1   | 0.865 m          | 0.558 m           |      |
| Schweinitz (CZ: Svídnice)                                     | 6    | 542-682 1-15-03-034   | li | Flöha                    | 017,6      | 0.063,3   | 0.807 m          | 0.475 m           |      |
| Seiffener Bach                                                | 5    | 542-6822              | re | Schweinitz               | 007,2      | 0.011,2   | 0.736 m          | 0.510 m           |      |
| Mortelbach                                                    | 6    | 542-6818              | re | Flöha                    | 005,4      | 0.013,3   | 0.681 m          | 0.500 m           |      |
| Cämmerswalder Dorfbach                                        | 6    | 542-6816              | re | Flöha                    | 004,9      | 0.010,1   | 0.673 m          | 0.552 m           |      |
| Rauschenbach (CZ: Bystrý potok)                               | 6    | 542-6812 1-15-03-030  | re | Flöha                    | 005,2      | 0.009,5   | 0.755 m          | 0.602 m           |      |
| Schwarzbach                                                   | 5    | 542-678               | li | Zschopau                 | 008,4      | 0.015,6   | 0.495 m          | 0.487 m           |      |
| Dittmannsdorfer Bach                                          | 5    | 542-676               | li | Zschopau                 | 007,0      | 0.017,7   | 0.453 m          | 0.292 m           |      |
| Krumhermersdorfer Bach                                        | 5    | 542-672               | re | Zschopau                 | 004,8      | 0.009,2   | 0.528 m          | 0.312 m           |      |
| Wilisch                                                       | 5    | 542-66                | li | Zschopau                 | 017,9      | 0.065,5   | 0.635 m          | 0.332 m           |      |
| Jahnsbach                                                     | 5    | 542-662               | li | Wilisch                  | 005,2      | 0.013,5   | 0.634 m          | 0.463,8 m         |      |
| Drebacher Bach                                                | 5    | 542-656               | li | Zschopau                 | 007,9      | 0.016,7   | 0.517 m          | 0.344 m           |      |
| Preßnitz (CZ: Přísečnice)                                     | 5    | 542-64 1-15-03-011    | re | Zschopau                 | 037        | 0.209     | 0.898 m          | 0.395,5 m         |      |
| Sandbach                                                      | 6    | 542-6492              | li | Preßnitz                 | 011,5      | 0.012,0   | 0.798 m          | 0.419 m           |      |
| Rauschenbach                                                  | 6    | 542-648               | li | Preßnitz                 | 007,8      | 0.013,7   | 0.768 m          | 0.472 m           |      |
| Haselbach                                                     | 6    | 542-646               | re | Preßnitz                 | 007,4      | 0.012,0   | 0.794 m          | 0.508 m           |      |
| Steinbach                                                     | 6    | 542-6454              | re | Preßnitz                 | 004,6      | 0.011,2   | 0.863 m          | 0.538 m           |      |
| Schwarzwasser (CZ: Černá Voda, AN: Jöhstädter Schwarzwasser)  | 6    | 542-644 1-15-03-019   | li | Preßnitz                 | 022        | 0.046,6   | 0.960 m          | 0.595 m           |      |
| Pöhlbach (CZ: Polava)                                         | 5    | 542-634 1-15-03-004   | re | Zschopau                 | 032,5      | 0.086,7   | 1.100 m          | 0.415 m           |      |
| Sehma                                                         | 5    | 542-62                | re | Zschopau                 | 023,5      | 0.061,1   | 0.720 m          | 0.464,5 m         |      |
| Lampertsbach                                                  | 5    | 542-624               | re | Sehma                    | 005,6      | 0.011,2   | 0.805 m          | 0.623 m           |      |
| Greifenbach (OL: Rotes Wasser)                                | 5    | 542-616               | li | Zschopau                 | 012,3      | 0.018,7   | 0.733 m          | 0.488 m           |      |
| Geyerbach (OL: Einsbächel)                                    | 5    | 542-614               | li | Zschopau                 | 007,2      | 0.014,4   | 0.713 m          | 0.497 m           |      |
| Rote Pfütze                                                   | 5    | 542-612               | li | Zschopau                 | 006,1      | 0.024,0   | 0.616 m          | 0.550,8 m         |      |
| Striegis Große Striegis                                       | 4    | 542-4                 | li | Freiberger Mulde         | 048        | 0.283     | 0.546 m          | 0.181 m           |      |
| Kleine Striegis                                               | 5    | 542-46                | li | Striegis                 | 022        | 0.069     | 0.444 m          | 0.240 m           |      |
| Kemnitzbach                                                   | 5    | 542-42                | li | Striegis                 | 006,6      | 0.017,9   | 0.431 m          | 0.325 m           |      |
| Schirmbach                                                    | 5    | 542-418               | re | Striegis                 | 005,5      | 0.009,5   | 0.442 m          | 0.338 m           |      |
| Oberreichenbacher Bach                                        | 5    | 542-414               | li | Striegis                 | 005,8      | 0.012,5   | 0.494 m          | 0.357 m           |      |
| Bobritzsch                                                    | 4    | 542-2                 | re | Freiberger Mulde         | 045        | 0.181,9   | 0.674 m          | 0.235 m           |      |
| Rodelandbach                                                  | 5    | 542-26                | re | Bobritzsch               | 010        | 0.019,8   | 0.386 m          | 0.285 m           |      |
| Colmnitzbach                                                  | 5    | 542-24                | re | Bobritzsch               | 014        | 0.026,4   | 0.503 m          | 0.349 m           |      |
| Sohrbach                                                      | 5    | 542-22                | re | Bobritzsch               | 006,4      | 0.012,2   | 0.466 m          | 0.392 m           |      |
| Kleinwaltersdorfer Bach                                       | 4    | 542-192               | li | Freiberger Mulde         | 008,2      | 0.019,0   | 0.430 m          | 0.293 m           |      |
| Münzbach (AN: Loßnitzbach)                                    | 4    | 542-16                | li | Freiberger Mulde         | 018,5      | 0.031,7   | 0.527 m          | 0.297 m           |      |
| Gimmlitz                                                      | 4    | 542-14                | re | Freiberger Mulde         | 025        | 0.054,3   | 0.780 m          | 0.386,8 m         |      |
| Großhartmannsdorfer Bach                                      | 4    | 542-134               | li | Freiberger Mulde         | 011,5      | 0.025,6   | 0.550 m          | 0.394 m           |      |
| Zethaubach                                                    | 4    | 542-132               | li | Freiberger Mulde         | 008,9      | 0.023,7   | 0.656 m          | 0.417 m           |      |
| Helbigsdorfer Bach                                            | 5    | 542-1324              | li | Zethaubach               | 006,7      | 0.011,1   | 0.530 m          | 0.424 m           |      |
| Chemnitzbach                                                  | 4    | 542-12                | li | Freiberger Mulde         | 016        | 0.048,0   | 0.656 m          | 0.421 m           |      |
| Voigtsdorfer Bach                                             | 5    | 542-122               | li | Chemnitzbach             | 005,2      | 0.014,7   | 0.630 m          | 0.521 m           |      |
| Nassauer Dorfbach                                             | 4    | 542-116               | re | Freiberger Mulde         | 007,1      | 0.009,0   | 0.728 m          | 0.491 m           |      |
| Triebisch                                                     | 2    | 537-32                | li | Elbe                     | 037        | 0.179     | 0.428 m          | 0.106 m           |      |
| Wilde Weißeritz (CZ: Divoká Bystřice)                         | 3    | 537-21 1-15-02-033    | li | Weißeritz                | 052,5      | 0.162,7   | 0.850 m          | 0.182,8 m         |      |
| Schloitzbach                                                  | 4    | 537-218               | li | Wilde Weißeritz          | 005,2      | 0.018,6   | 0.310 m          | 0.212 m           |      |
| Höckenbach                                                    | 4    | 537-2172              | re | Wilde Weißeritz          | 008,7      | 0.016,7   | 0.468 m          | 0.280 m           |      |
| Weißbach                                                      | 4    | 537-212               | li | Wilde Weißeritz          | 004,6      | 0.007,4   | 0.750 m          | 0.579,2 m         |      |
| Rote Weißeritz                                                | 3    | 537-22                | re | Weißeritz                | 036,5      | 0.161,2   | 0.787 m          | 0.182,6 m         |      |
| Oelsabach                                                     | 4    | 537-228               | re | Rote Weißeritz           | 015        | 0.028     | 0.434 m          | 0.249 m           |      |
| Borlasbach                                                    | 4    | 537-2274              | li | Rote Weißeritz           | 005,8      | 0.009,3   | 0.402.5 m        | 0.259 m           |      |
| Reichstädter Bach                                             | 4    | 537-22532             | li | Rote Weißeritz           | 008,5      | 0.015,5   | 0.522 m          | 0.333 m           |      |
| Pöbelbach                                                     | 4    | 537-222               | li | Rote Weißeritz           | 012        | 0.018,1   | 0.807 m          | 0.434 m           |      |
| Lockwitzbach (AN: Grimmsches Wasser)                          | 2    | 537-192               | li | Elbe                     | 029,5      | 0.084     | 0.570 m          | 0.117 m           |      |
| Müglitz (CZ/OL: Mohelnice, OL: Weiße Müglitz)                 | 2    | 537-18                | li | Elbe                     | 049        | 0.209     | 0.780 m          | 0.113 m           |      |
| Trebnitz (AN: Trebnitzbach)                                   | 3    | 537-188               | re | Müglitz                  | 011,9      | 0.020,3   | 0.579 m          | 0.263 m           |      |
| Brießnitzbach (AN: Prießnitz)                                 | 3    | 537-186               | li | Müglitz                  | 007,1      | 0.015,3   | 0.617 m          | 0.320 m           |      |
| Große Biela                                                   | 3    | 537-184               | li | Müglitz                  | 007,2      | 0.017,0   | 0.758 m          | 0.406,0 m         |      |
| Rotes Wasser (OL: Erdbach, Hüttenbach, AN: Rote Müglitz)      | 3    | 537-182               | li | Müglitz                  | 008,7      | 0.028,4   | 0.783 m          | 0.469,1 m         |      |
| Gottleuba (CZ/OL: Rybný potok)                                | 2    | 537-14 1-15-02-020    | li | Elbe                     | 033,9      | 0.252     | 0.642 m          | 0.113 m           |      |
| Seidewitz                                                     | 3    | 537-148               | li | Gottleuba                | 025        | 0.099,4   | 0.596 m          | 0.118 m           |      |
| Bahre                                                         | 4    | 537-1488              | re | Seidewitz                | 015        | 0.042,3   | 0.504 m          | 0.150 m           |      |
| Bahra (CZ/OL: Petrovicky potok, OL: Buschbach)                | 3    | 537-146 1-15-02-026   | re | Gottleuba                | 018        | 0.073     | 0.680 m          | 0.243 m           |      |
| Mordgrundbach (CZ/OL: Slatina)                                | 4    | 537-1464 1-15-02-027  | li | Bahra                    | 010        | 0.018,2   | 0.716 m          | 0.390 m           |      |
| Loschebach (CZ/OL: Olšový potok)                              | 4    | 537-14614 1-15-02-024 | re | Bahra                    | 009,2      | 0.017,4   | 0.638 m          | 0.413,7 m         |      |
| Bílina (AN: Biela)                                            | 2    | 1-14-01-001           | li | Elbe                     | 082        | 1.082     | 0.823 m          | 0.132 m           |      |
| Ždírnický potok (AN: Sernitzbach)                             | 3    | 1-14-01-093           | li | Bílina                   | 014,5      | 0.0119,8  | 0.756 m          | 0.142 m           |      |
| Modlanský potok                                               | 5    | 1-14-01-090           | re | Zalužanský potok         | 012,4      | 0.034,2   | 0.789 m          | 0.194 m           |      |
| Telnický potok (AN: Tellnitz)                                 | 3    | 1-14-01-094           | li | Ždírnický potok          | 007,6      | 0.016,5   | 0.743 m          | 0.247 m           |      |
| Bystřice (AN: Seegrundbach, Flößbach)                         | 3    | 1-14-01-073           | li | Bílina                   | 019,9      | 0.069,6   | 0.870 m          | 0.170 m           |      |
| Bouřlivec (AN: Riesenbach)                                    | 3    | 1-14-01-056           | li | Bílina                   | 018,6      | 0.115,4   | 0.756 m          | 0.188 m           |      |
| Křižanovský potok (AN: Krinsdorfer Bach)                      | 4    | 1-14-01-057           | re | Bouřlivec                | 005,3      | 0.010,0   | 0.832 m          | 0.308 m           |      |
| Bílý potok (AN: Weißbach, Goldfluß)                           | 3    | 1-14-01-020           | li | Bílina                   | 015,8      | 0.039,8   | 0.860 m          | 0.230 m           |      |
| Loupnice (AN: Frauenbach)                                     | 3    | 1-14-01-017           | li | Bílina                   | 013,1      | 0.059,7   | 0.790 m          | 0.230 m           |      |
| Jiřetínský potok                                              | 4    | 1-14-01-016           | re | Loupnice                 | 006,9      | 0.025,7   | 0.743 m          | 0.233 m           |      |
| Šramnický potok                                               | 5    | 1-14-01-008           | re | Jiřetínský potok         | 008,6      | 0.016,8   | 0.881 m          | 0.233 m           |      |
| Lužec (AN: Aubach, CZ/AN: Nivský potok)                       | 3    | 1-14-01-006           | li | Bílina                   | 013,1      | 0.015,6   | 0.872 m          | 0.287 m           |      |
| Chomutovka (AN: Assigbach)                                    | 3    | 1-13-03-106           | li | Eger                     | 049        | 0.159     | 0.863 m          | 0.181 m           |      |
| Hačka (AN: Hatschka)                                          | 4    | 1-13-03-115           | li | Chomutovka               | 014,6      | 0.029,1   | 0.615 m          | 0.195,5 m         |      |
| Křímovský potok (AN: Krimaer Bach)                            | 4    | 1-13-03-111           | re | Chomutovka               | 006,5      | 0.011,7   | 0.831 m          | 0.486 m           |      |
| Kamenička (AN: Neuhauser Flößbach)                            | 4    | 1-13-03-107           | li | Chomutovka               | 006,0      | 0.018,5   | 0.826 m          | 0.487 m           |      |
| Hutná (AN: Saubach)                                           | 3    | 1-13-03-037           | li | Eger                     | 032        | 0.060     | 0.630 m          | 0.195 m           |      |
| Prunéřovský potok (AN: Brunnersdorfer Bach)                   | 3    | 1-13-02-109           | li | Eger                     | 024,7      | 0.054,7   | 0.897 m          | 0.285 m           |      |
| Podmileský potok                                              | 3    | 1-13-02-099           | li | Eger                     | 008,8      | 0.020,5   | 0.828 m          | 0.288 m           |      |
| Široký potok                                                  | 3    | 1-13-02-097           | li | Eger                     | 006,8      | 0.010,4   | 0.820 m          | 0.289 m           |      |
| Hučivý potok (AN: Weigensdorfer Bach)                         | 3    | 1-13-02-095           | li | Eger                     | 007,4      | 0.019,5   | 0.906 m          | 0.303 m           |      |
| Bočský potok                                                  | 3    | 1-13-02-087           | li | Eger                     | 008,6      | 0.014,6   | 1.033 m          | 0.310 m           |      |
| Hornohradský potok                                            | 3    | 1-13-02-079           | li | Eger                     | 008,3      | 0.013,2   | 1.050 m          | 0.324 m           |      |
| Plavenský potok                                               | 3    | 1-13-02-077           | li | Eger                     | 010,4      | 0.015,0   | 1.100 m          | 0.325 m           |      |
| Bystřice (AN: Wistritz)                                       | 3    | 1-13-02-057           | li | Eger                     | 029,6      | 0.164,5   | 1.029 m          | 0.331 m           |      |
| Vitický potok (AN: Kammersgrüner Bach)                        | 3    | 1-13-02-035           | li | Eger                     | 017,1      | 0.049,0   | 0.927 m          | 0.366 m           |      |
| Borecký potok                                                 | 4    | 1-13-02-074           | li | Bystřice                 | 006,0      | 0.013,8   | 0.705 m          | 0.369 m           |      |
| Jáchymovský potok (AN: Joachimsthaler Bach, Weseritz)         | 4    | 1-13-02-066           | li | Bystřice                 | 011        | 0.032,4   | 0.962 m          | 0.401 m           |      |
| Veseřice (AN: Weseritz?)                                      | 5    | 1-13-02-067           | li | Jáchymovský potok        | 005,0      | 0.012,3   | 1.021 m          | 0.598 m           |      |
| Jesenice                                                      | 4    | 1-13-02-062           | re | Bystřice                 | 007,2      | 0.010,1   | 0.880 m          | 0.425 m           |      |
| Eliášův potok (AN: Eliasbach)                                 | 4    | 1-13-02-060           | li | Bystřice                 | 010,2      | 0.020     | 1.015 m          | 0.505 m           |      |
| Bílá Bystřice (AN: Weiße Wistritz)                            | 4    | 1-13-02-058           | re | Bystřice                 | 008,8      | 0.018,8   | 1.024 m          | 0.701 m           |      |
| Rolava (AN: Rohlau)                                           | 3    | 1-13-01-165           | li | Eger                     | 036,7      | 0.137     | 0.922 m          | 0.375 m           |      |
| Limnice (AN: Limnitzbach)                                     | 4    | 1-13-01-164           | li | Rolava                   | 006,2      | 0.012,3   | 0.933 m          | 0.529 m           |      |
| Nejdecký potok (AN: Rodisbach, CZ/AN: Rodišovka)              | 4    | 1-13-01-162           | re | Rolava                   | 005,6      | 0.016,5   | 0.650 m          | 0.550 m           |      |
| Černá voda (CZ/AN: Slatinny potok)                            | 4    | 1-13-01-156           | li | Rolava                   | 009,6      | 0.017,8   | 0.920 m          | 0.745 m           |      |
| Zwota (CZ: Svatava)                                           | 3    | 532-34 1-13-01-094    | li | Eger                     | 041        | 0.295     | 0.715 m          | 0.388,1 m         |      |
| Novohorský potok                                              | 4    | 1-13-01-116           | li | Zwota                    | 005,9      | 0.011,2   | 0.706 m          | 0.451 m           |      |
| Rotava (AN: Rothau, Rothaubach)                               | 4    | 1-13-01-106           | li | Zwota                    | 015,6      | 0.074,2   | 0.950 m          | 0.475 m           |      |
| Skřiváň (AN: Zellersbach)                                     | 5    | 1-13-01-109           | li | Rotava                   | 011,3      | 0.028,5   | 0.918 m          | 0.535 m           |      |
| Kamenný potok (AN: Steinbach)                                 | 4    | 1-13-01-100           | re | Zwota                    | 005,4      | 0.010,0   | 0.701 m          | 0.509 m           |      |
| Stříbrný potok (AN: Silberbach)                               | 4    | 1-13-01-098           | li | Zwota                    | 012,3      | 0.029,2   | 0.940 m          | 0.510 m           |      |
| Brunndöbra                                                    | 4    | 532-342               | li | Zwota                    | 007,2      | 0.023,7   | 0.790 m          | 0.539 m           |      |
| Steindöbra                                                    | 5    | 532-3428              | li | Brunndöbra               | 004,6      | 0.008,0   | 0.854 m          | 0.564 m           |      |
| Libocký potok (AN: Leibitschbach)                             | 3    | 1-13-01-074           | li | Eger                     | 031,7      | 0.086,6   | 0.763 m          | 0.415 m           |      |
| Studenecký potok                                              | 4    | 1-13-01-079           | li | Libocký potok            | 005,6      | 0.009,1   | 0.678 m          | 0.510 m           |      |
| Zadní Liboc (AN/OL: Mühlbach, Rebbach)                        | 4    | 1-13-01-077           | re | Libocký potok            | 011,1      | 0.017,9   | 0.766 m          | 0.537 m           |      |

## Grenzgewässer
Der Verlauf der Staatsgrenze zwischen Deutschland und Tschechien wird überwiegend von Flüssen und Bächen bestimmt; von der etwa 210 km langen Staatsgrenze durch das Erzgebirge verlaufen 127,5 km in der Mitte von Fließgewässern. Hinzu kommen noch ein knapp 20 km langer Abschnitt zwischen Jugel und Klingenthal sowie ein etwa 7 km langer Abschnitt bei Markneukirchen und Kraslice, die nahezu exakt der Eger-Zwickauer Mulde-Wasserscheide beziehungsweise mit Abweichungen der Eger-Weiße Elster-Wasserscheide folgen. Ursächlich hierfür ist der Vertrag von Eger, mit dem bereits 1459 die Grenze zwischen dem Kurfürstentum Sachsen und dem Königreich Böhmen festgelegt wurde. Sie ist damit eine der ältesten unveränderten Grenzen in Europa. Nur ein kleines Stück zwischen Rittersgrün und Jugel, das auf der Karte an geraden Linien und springenden Winkeln erkennbar ist, wurde zwischen 1546 und 1556 einvernehmlich abgeändert (→ Geschichte des Kreisamts Schwarzenberg). Aber auch diese Grenzänderung – hier lag die Grenze ebenfalls auf der Wasserscheide – war durch die Gewässer bestimmt.
| Name (deutsch)             | Name (tschechisch)                   | Flusssystem      | Länge | Grenzabschnitt  | Bemerkungen                                                     |
| -------------------------- | ------------------------------------ | ---------------- | ----- | --------------- | --------------------------------------------------------------- |
| Loschebach                 | Olšový potok                         | Gottleuba        | 02,10 | VIII:24-26      |                                                                 |
| Bahra                      | Petrovický potok                     | Gottleuba        | 00,40 | VIII:26-26/8    |                                                                 |
| Grenzbach                  | Pastvinný potok (AN: Hraniční potok) | Gottleuba        | 00,50 | VIII:26/8-26/18 | Hraniční potok = Grenzbach                                      |
| Grenzbach                  | Pastvinný potok (AN: Hraniční potok) | Gottleuba        | 00,20 | IX:2/1-2/9      |                                                                 |
| Mordgrundbach              | Slatina                              | Gottleuba        | 00,40 | IX:6-6/15       |                                                                 |
| Grenzbach                  | Hraniční potok                       | Gottleuba        | 00,90 | IX:6/15-6/55    |                                                                 |
| Gottleuba                  | Rybný potok                          | Gottleuba        | 01,40 | IX:9-10         |                                                                 |
| Schönwalder Bach           | Hraniční potok                       | Gottleuba        | 03,30 | IX:10-13        |                                                                 |
| namenloser Bach            | Malý Větrovský potok                 | Gottleuba        | 00,20 | IX:14-14/6      |                                                                 |
| Schwarzbach                | Černý potok                          | Müglitz          | 02,40 | IX:15-17        |                                                                 |
| Weiße Müglitz              | Mohelnice                            | Müglitz          | 05,10 | X:3-8/11        |                                                                 |
| Aschergraben (Grenzgraben) | Ašergraben (AN: Hraniční potok)      | Müglitz          | 00,50 | X:11/26-12      | 1452–1458 angelegter Kunstgraben für das Altenberger Bergrevier |
| Großer Warmbach            | Rašelinový potok                     | Weißeritz        | 02,00 | X:17-18         |                                                                 |
| Wilde Weißeritz            | Divoká Bystřice                      | Weißeritz        | 01,00 | X:18-19         |                                                                 |
| Holperbach                 | Hraniční potok                       | Weißeritz        | 01,80 | X:19-20/25      |                                                                 |
| Hirschbach                 | Jelení potok                         | Freiberger Mulde | 04,50 | XI:2/4-6/8      |                                                                 |
| Hirschbach                 | Jelení potok                         | Freiberger Mulde | 01,00 | XI:6/11-7       |                                                                 |
| Freiberger Mulde           | Moldavský potok                      | Freiberger Mulde | 00,80 | XI:7-8          |                                                                 |
| Grenzbach                  | Pastvina (AN: Hraniční potok)        | Freiberger Mulde | 00,20 | XI:8-8/6        |                                                                 |
| Rauschenbach               | Bystrý potok                         | Freiberger Mulde | 01,80 | XI:11/5-12/22   |                                                                 |
| Rauschenbach               | Bystrý potok                         | Freiberger Mulde | 03,30 | XI:12/26-15/28  |                                                                 |
| Flöha                      | Flájský potok                        | Freiberger Mulde | 01,50 | XII:1-2         |                                                                 |
| Wernsbach                  | Pstružný potok                       | Freiberger Mulde | 03,40 | XII:2-4         |                                                                 |
| Rainbach                   | Pestrý potok                         | Freiberger Mulde | 00,50 | XII:4-4/10      |                                                                 |
| Verlorener Brunnenbach     | Ztracený potok                       | Freiberger Mulde | 00,30 | XII:7/15-8      |                                                                 |
| Grenzbach                  | Stříbrný potok                       | Freiberger Mulde | 00,20 | XII:8/14-8/19   |                                                                 |
| Schweinitz                 | Svídnice                             | Freiberger Mulde | 18,70 | XII, XIII:10-7  |                                                                 |
| Flöha                      | Flájský potok                        | Freiberger Mulde | 02,00 | XIII:7-8        |                                                                 |
| Natzschung                 | Načetínský potok                     | Freiberger Mulde | 15,30 | XIII, XIV:8/2-4 |                                                                 |
| namenloser Bach            | Mlýnský potok                        | Freiberger Mulde | 00,40 | XIV:6/11-7      |                                                                 |
| Reinungsbach               | Lesní potok                          | Freiberger Mulde | 00,90 | XIV:7-8         |                                                                 |
| Schwarze Pockau            | Černá                                | Freiberger Mulde | 15,70 | XIV, XV:8-1/1   |                                                                 |
| Beilbach                   | Kamenička                            | Freiberger Mulde | 02,80 | XV:2-3          |                                                                 |
| Preßnitz                   | Přísečnice                           | Freiberger Mulde | 01,60 | XV:3-4          |                                                                 |
| Pöhlbach                   | Polava                               | Freiberger Mulde | 18,40 | XV, XVI:13-13   |                                                                 |
| Goldbach                   | Zlatý potok                          | Zwickauer Mulde  | 00,01 | XVII:10-10/1    | seit Grenzänderung 1546/56                                      |
| Pöhlwasser                 | Polavský potok                       | Zwickauer Mulde  | 00,70 | XVII:10-10/10   | seit Grenzänderung 1546/56                                      |
| Mückenbach                 | Komáří potok                         | Zwickauer Mulde  | 03,10 | XVII:10/10-15   | seit Grenzänderung 1546/56                                      |
| Mückenbach                 | Komáří potok                         | Zwickauer Mulde  | 00,40 | XVII:15/5-15/9  | seit Grenzänderung 1546/56                                      |
| Breitenbach                | Blatenský potok                      | Zwickauer Mulde  | 00,70 | XVIII:2/1-3     | seit Grenzänderung 1546/56                                      |
| Jugelbach                  | Široký potok (AN: Hraniční potok)    | Zwickauer Mulde  | 00,30 | XVIII:3-3/3     | seit Grenzänderung 1546/56                                      |
| Pechöfener Bach            | Smolný potok                         | Zwickauer Mulde  | 03,00 | XVIII:3/3-3/40  | seit Grenzänderung 1546/56                                      |
| Quittenbach                | Hraničná                             | Zwota            | 02,10 | XIX:11/11-12/1  |                                                                 |
| Zwota                      | Svatava                              | Zwota            | 01,50 | XIX:13-13/15    |                                                                 |
| Kegelbach                  | Kuželka                              | Weiße Elster     | 00,20 | XX:6/5-6/9      |                                                                 |